# 苏丽雅站
苏丽雅站位于雪兰莪州八打灵再也市哥打白沙罗镇的苏丽雅道上，为吉隆坡捷运加影线上的一个高架车站。

## 历史

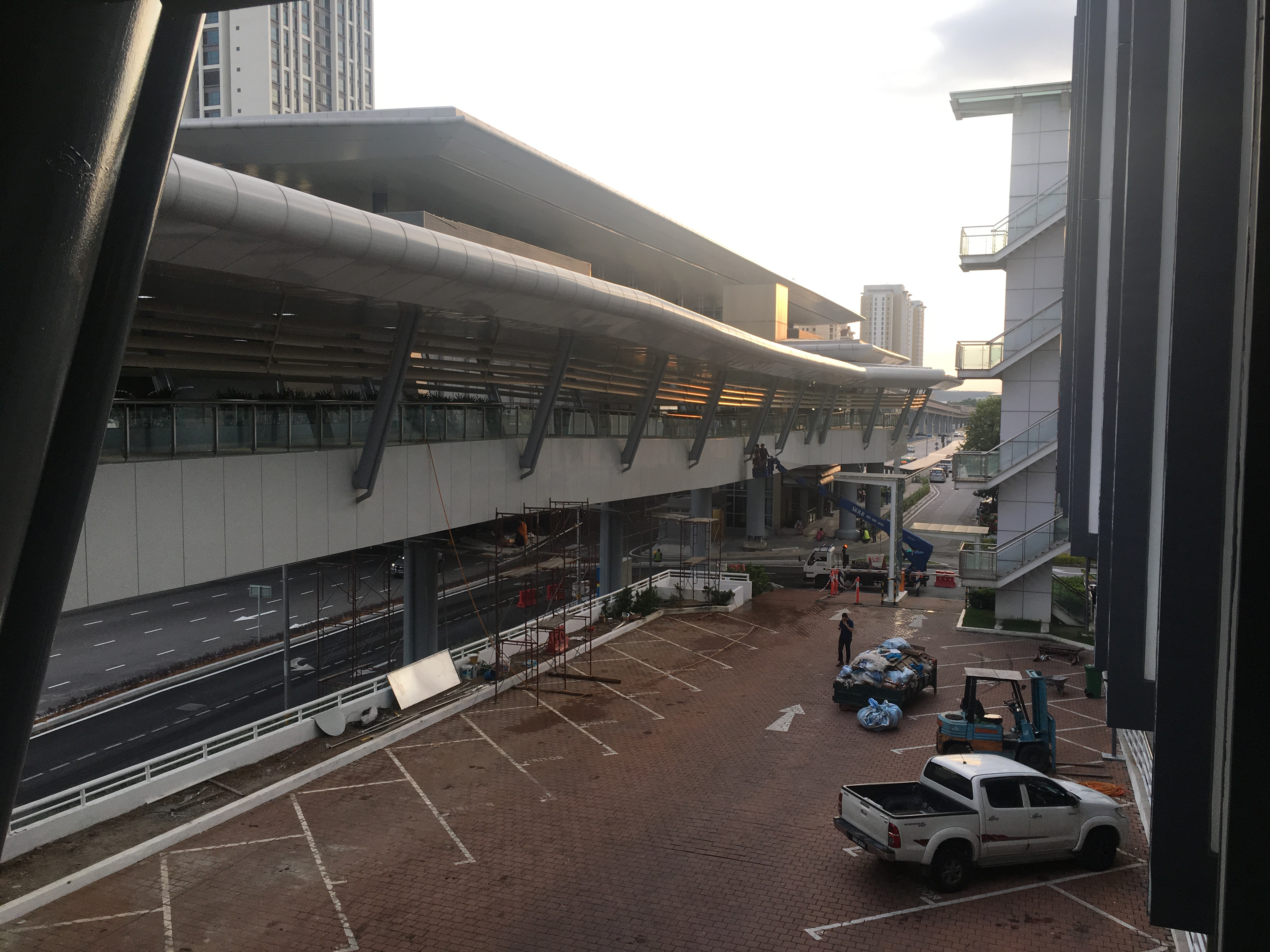
从通往双威Nexis的行人天桥望向苏丽雅站

苏丽雅站于2016年12月16日作为双溪毛糯－加影线第一阶段线路运营，运营站点由双溪毛糯至士曼丹共计13个。

### 车站命名
苏丽雅站的名称是由八打灵再也哥打白沙罗区的一条主要道路－苏丽雅道（Persiaran Surian）命名，其中"Surian"在官方马来语词典中并没有收录，但是在淡米尔语，或马来语的"Suria"中则有太阳或阳光的意思，而苏丽雅则为音译。另苏丽雅站在工程期间称为"双威广场站"（Dtaran Sunway），双威广场是一个位于哥打白沙罗灵北5区（PJU5）的商业区。

### 至周边设施的行人天桥
双威Nexis是由双威集团开发，占地5.82英亩的SOHO办公室及零售业商场建筑，位于车站北面。该座行人天桥由双威PKNS公司兴建，苏丽雅站启用初期，前往该建筑的设施并未对外开放。2017年5月13日，该座长80米的行人天桥正式启用，乘客可通过站内的B出入口经行人天桥前往双威Nexis大楼的1层。乘客也可利用双威Nexis的地下停车场进行停车换乘。
丽阳名捷城（Tropicana Gardens）是由丽阳机构（Tropicana Corporation Berhad）开发，占地17.6英亩的综合发展楼盘，由4栋服务式公寓、1栋企业办公楼及5层楼高的礅座式商场组成，位于车站南面。2020年3月5日，随着该礅座式商场正式开业，前往该建筑的行人天桥也同时启用，使得乘客可通过站内的A出入口经行人天桥前往名捷城的G层。

## 车站结构
苏丽雅站位于苏丽雅道正上方，以及灵北5区（PJU5）双威广场（Dataran Sunway）商业区的南面，和哥打白沙罗站以及珍珠白沙罗站一样沿苏丽雅道设置，来回方向道路中间由支撑柱分隔，为高架三层车站；共设两个出入口，和两座行人天桥从出入口至周边设施。
苏丽雅站站房结构由地上一层的站厅和地上二层的高架站台组成；地面层由道路所分隔，同时是巴士候车站、计程车以及私家车停靠处。进站口分别设在苏丽雅道的两侧旁，备有手扶梯和升降梯前往站厅。进站后即是设有车站商店（7-11便利店）的捷运站厅。捷运的服务中心位于验票匣门的左边，站厅内也备有自动售票机。车站设计和其他沿线高架车站相同，以马来传统的Wakaf休息凉亭作为建筑外观设计，并通过开放式高挑的站房设计，以让空气流通以及光线照射入站内。

### 楼层分布
| 二楼     |                                 |                                                                    |
| 侧式站台 |                                 |                                                                    |
| 1号站台: | 9 加影线 9往加影 KG35 (→)       |                                                                    |
| 2号站台: | 9 加影线 9往桂莎白沙罗 KG04 (←) |                                                                    |
| 侧式站台 |                                 |                                                                    |
| 一楼     | 车站大厅                        | 验票闸门、手扶梯至站台、自动售票机、售票处、便利商店、厕所、祈祷室 |
| 地面     | 街道                            | 苏丽雅道、巴士站、计程车                                           |

### 出入口
苏丽雅站设有2个出入口，其中A口可通过行人天桥至丽阳名捷城；B口则可通过行人天桥至双威Nexis大楼。
| 双溪毛糯－加影线车站 | |      |  |
|                      | |      |  |
| 出口编号             | 建议前往的目的地 | 图片 |  |
| A                    | 苏丽雅道南侧（往双溪毛糯方向）、丽阳名捷城（行人天桥） 1公里内步行距离：白沙罗英达道（Persiaran Damansara Indah）、斯里雪兰莪高尔夫球场、Casa Indah 1和2高级公寓                               |      |  |
| B                    | 苏丽雅道北侧（往八打灵再也方向）和灵北5/8路南侧、双威Nexis（行人天桥） 双威广场 1公里内步行距离：双威吉萨商场（Sunway Giza Mall）、Encorp Strand商场、巨人霸市、Strand Garden Office和Cascades |      |  |

## 接驳巴士
加影线车站皆提供接驳巴士服务。本站提供前往双威白沙罗、丽阳和梳邦若干工业和住宅区的服务，将停留位于街道旁巴士站。
| 路线编号 | 起点          | 终点             | 经过                                                       |
| -------- | ------------- | ---------------- | ---------------------------------------------------------- |
| T807     | KG07 苏丽雅站 | 阿拉白沙罗       | 白沙罗英达道 丽阳道 灵北1A/1路 KJ25 梳邦谷 Tropika Utama路 |
| T808     | KG07 苏丽雅站 | 哥打白沙罗十一区 | 灵北5/1路 Mahogani道                                       |

### 快捷通巴士
快捷通也在双威广场（Dataran Sunway）设有下列路线。
| 路线编号 | 起点              | 终点             | 经过 | 网址                        |
| -------- | ----------------- | ---------------- | --- | --------------------------- |
| 780      | 中央艺术坊        | 哥打白沙罗第八区 | 陈祯禄路 善班丹路 （吉隆坡中央车站） 孟沙路 KJ16 联邦大道 北方路 泗岩沫路 SS 2/55路 白蒲大道（万达镇） 苏丽雅道 KG07 Mahogani道 柏卡卡路 | 网址 （页面存档备份，存于） |
| 802      | KJ24 格拉那再也站 | 哥打白沙罗十一区 | 白蒲大道 万达镇道 万达镇街 苏丽雅道 KG07 Camar路                                                                                         | 网址 （页面存档备份，存于） |
| BET1     | 中央艺术坊        | 哥打白沙罗第八区 | 陈祯禄路 善班丹路 （吉隆坡中央车站） 赛布特拉路（谷中城） 西部疏散大道 本查拉线路 白蒲大道（万达镇） 苏丽雅道 KG07 Mahogani道 柏卡卡路   | 网址 （页面存档备份，存于） |

## 图片集

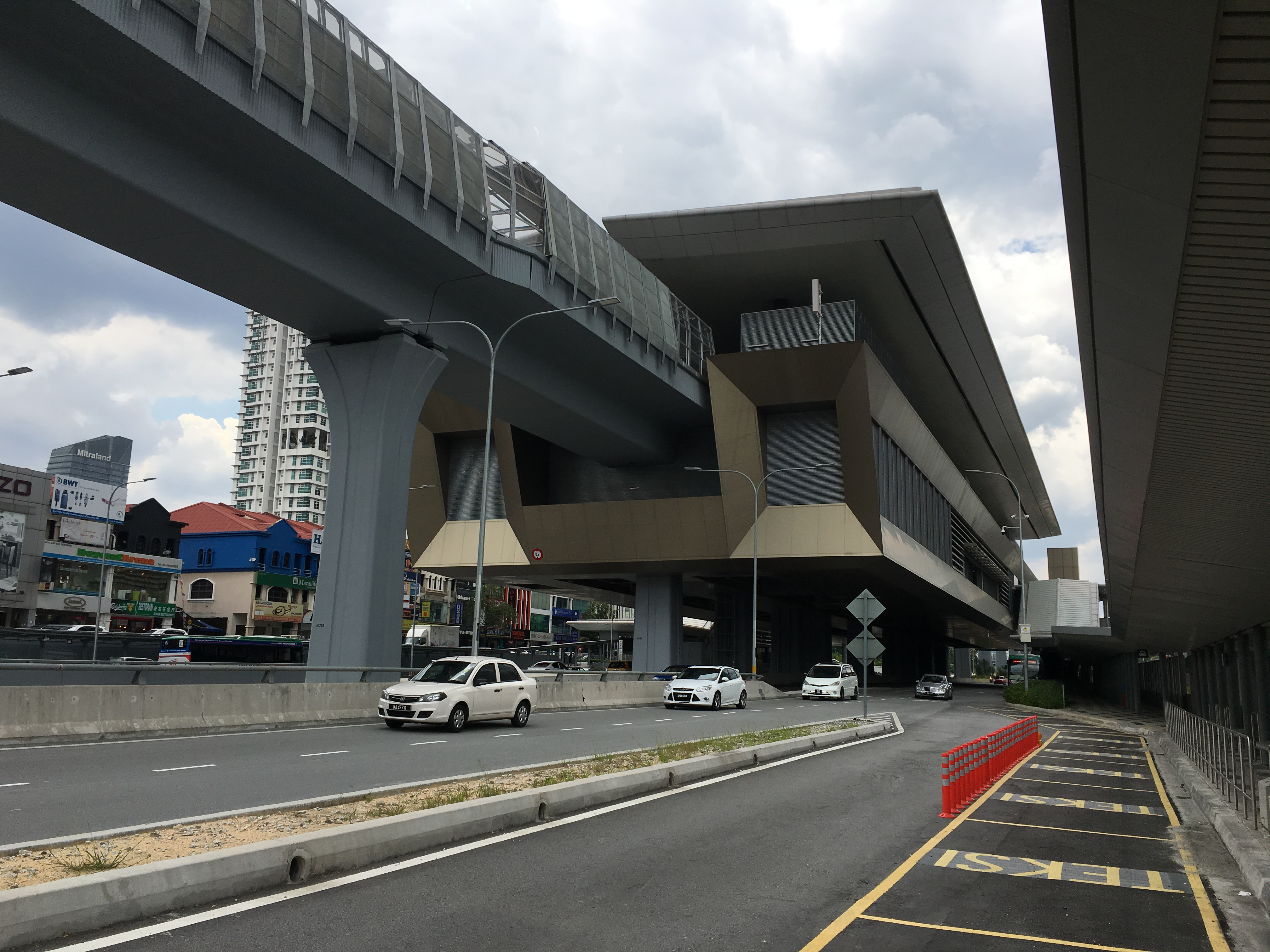
从双溪毛糯行驶方向道路看向捷运站。
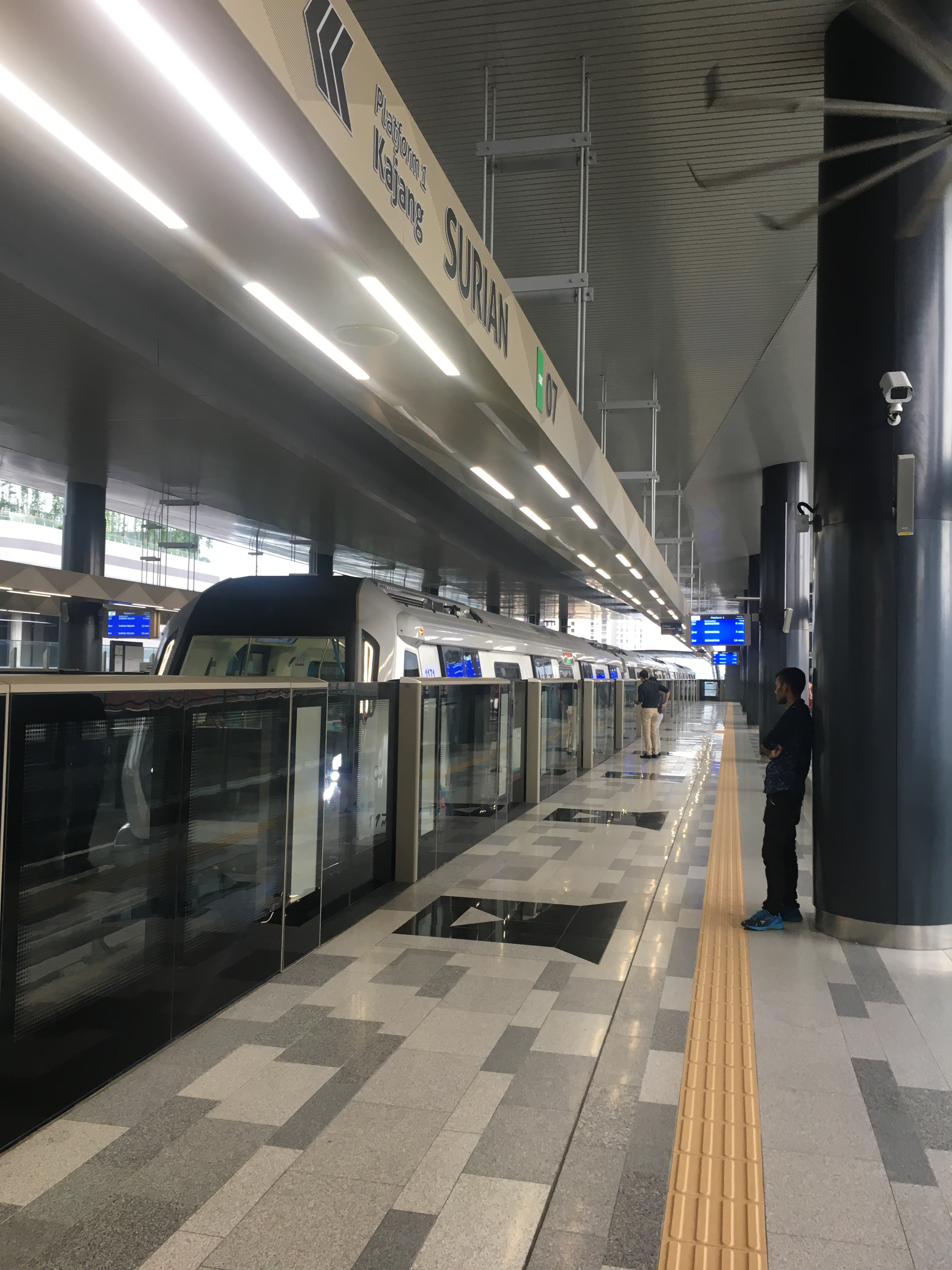
往南方向的捷运站1号站台。
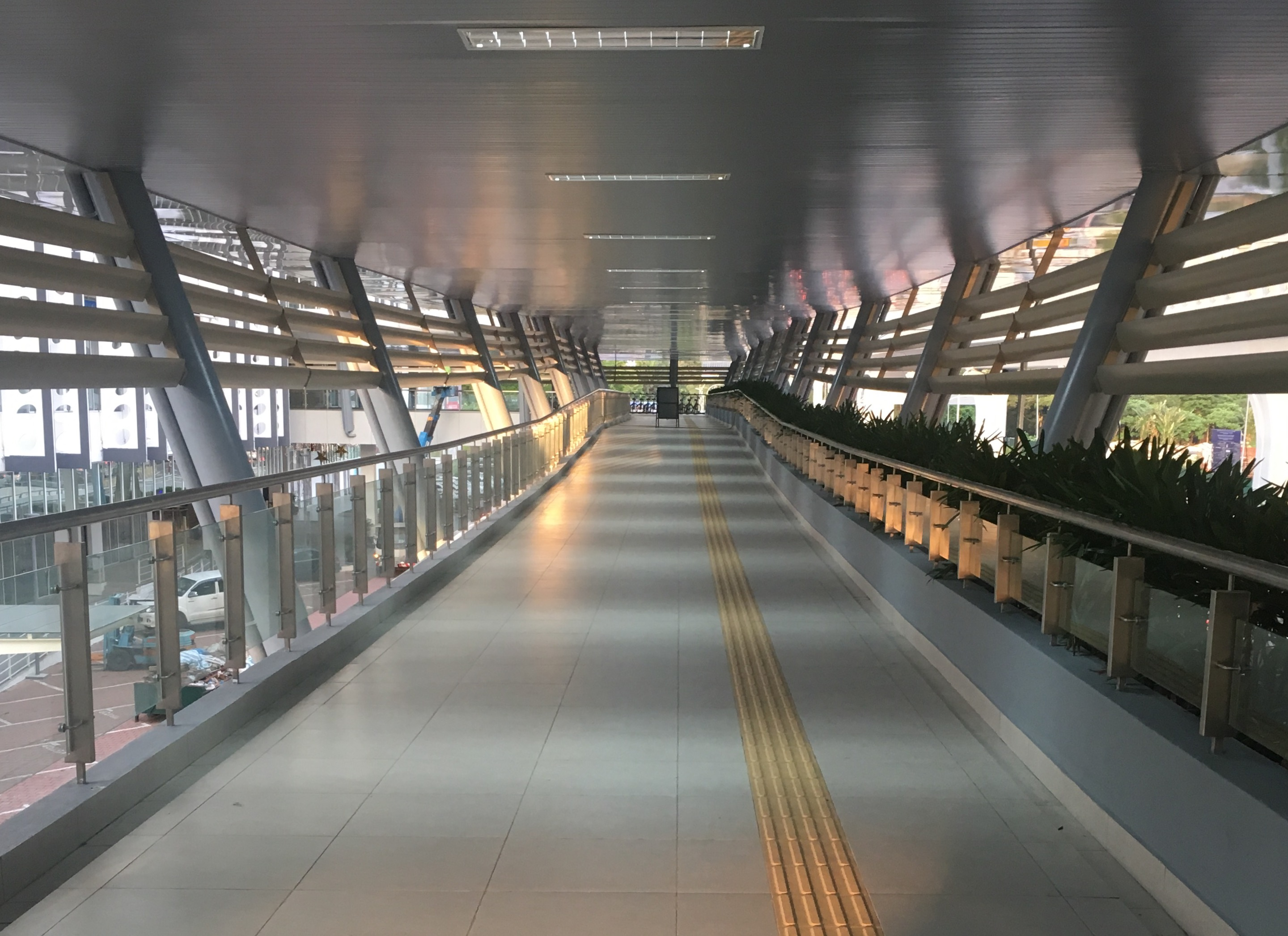
高架行人道路桥，衔接捷运站和双威Nexis。
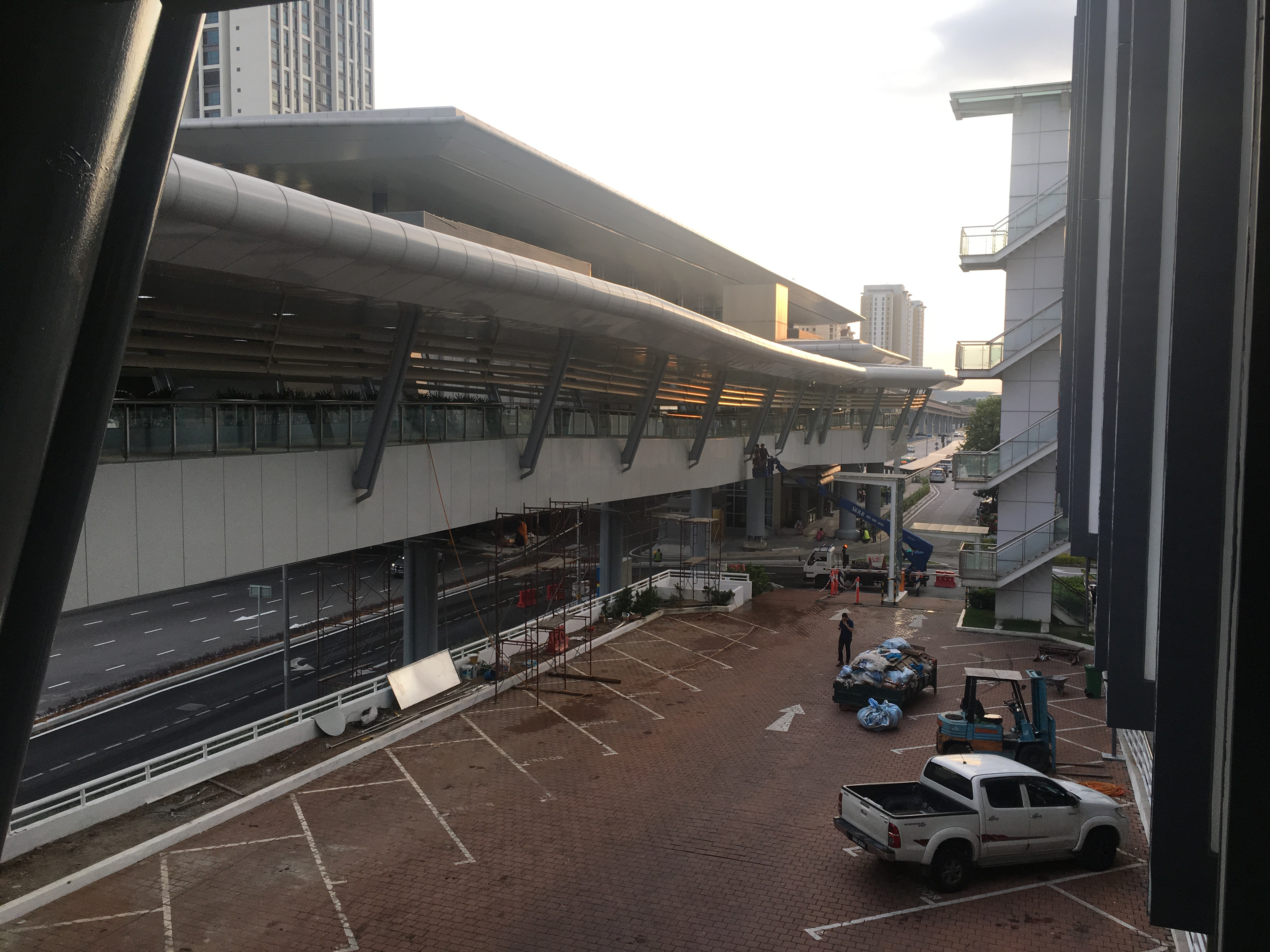
从双威Nexis看向行人道路和捷运站。